# Cordioniscus spinosus
Cordioniscus spinosus är en kräftdjursart som först beskrevs av Patience 1907.  Cordioniscus spinosus ingår i släktet Cordioniscus och familjen Styloniscidae. Inga underarter finns listade i Catalogue of Life.